# 米利巴赫河 (比伯倫巴赫河支流)
47°09′47″N 7°31′53″E / 47.16304°N 7.53149°E

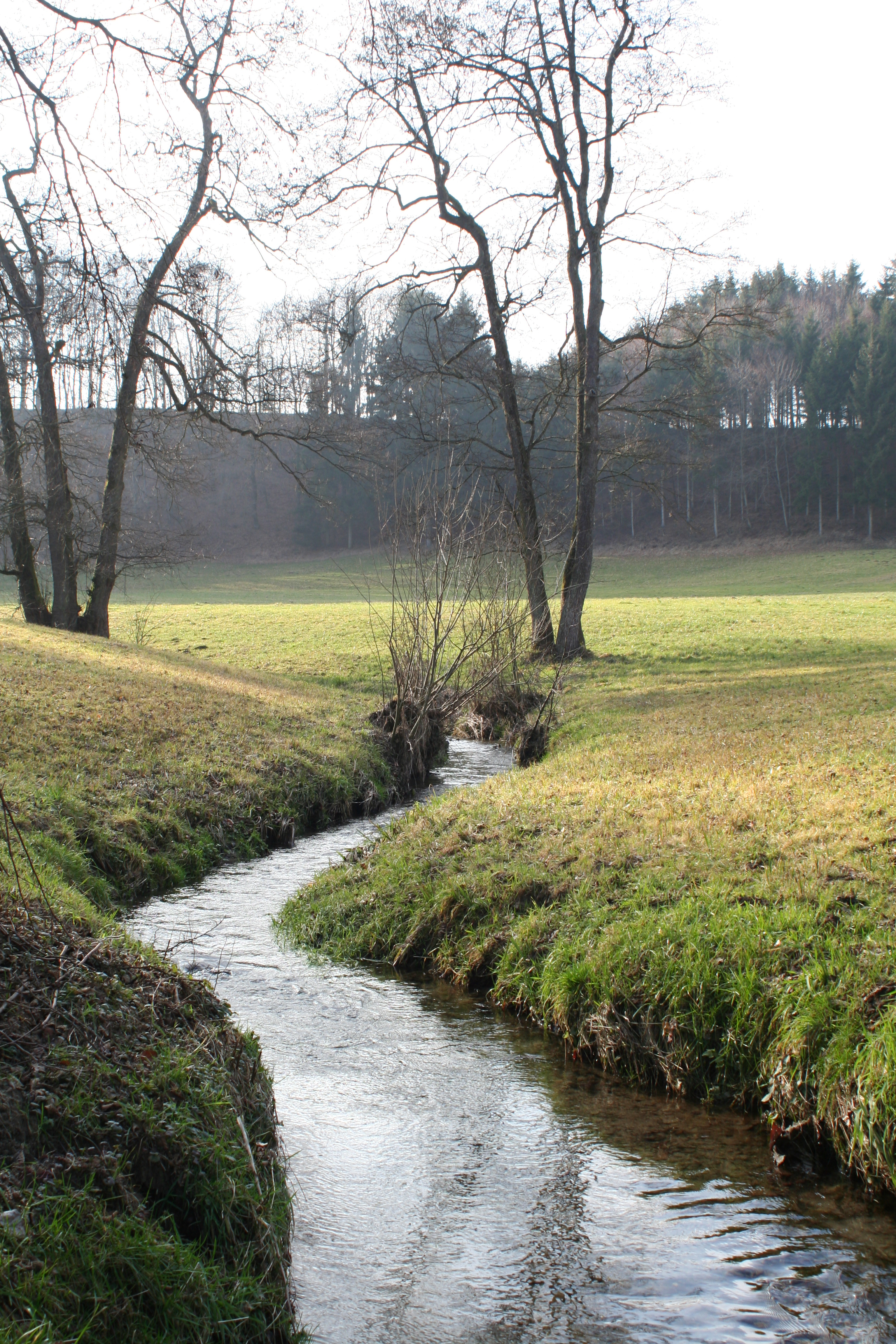

米利巴赫河是瑞士的河流，位於該國中西部，流經伯恩州，屬於比伯倫巴赫河的右支流，河道全長7.2公里，流域面積9.7平方公里，發源自米勒多夫，河口處在洛恩-阿曼塞格。